# Nico Landeweerd
Nico Landeweerd   (Hilversum, 3 d'abril de 1954) és un waterpolista neerlandès, ja retirat, que va competir durant les dècades de 1970 i 1980.
Durant la seva carrera esportiva va prendre part en tres edicions dels Jocs Olímpics d'Estiu. Guanyà la medalla de bronze en la competició del waterpolo el 1976, mentre el 1980 i 1984 fou sisè.